# Lluís Claret
Lluís Claret i Serra (* 1951 in Andorra la Vella) ist ein andorranischer Cellist.

## Leben und Wirken
Lluís Claret ist der Sohn des andorranischen Politikers Andreu Claret i Casadessús (1908–2005), sein Bruder ist der Violinist Gerard Claret.
Er begann seine musikalischen Studien im Alter von neun Jahren und übersiedelte 1964 nach Barcelona, wo er am Conservatori Superior de Música del Liceu große Anerkennung erhielt. Er studierte zunächst mehrere Jahre bei Enric Casals und anschließend u. a. bei Radu Aldulescu, Eva Janzer und Maurice Gendron in Italien, Frankreich und den USA. Künstlerisch prägend waren für ihn außerdem György Sebők und Bernard Greenhouse.
International bekannt wurde er, nachdem er erste Preise bei internationalen Cello-Wettbewerben in Bologna (1975), beim Internationalen Pablo-Casals-Wettbewerb (1976) sowie beim Concours de Violoncelle Rostropovitch (Concours internationaux de la Ville de Paris) (1977) gewonnen hatte.
Claret konzertierte weltweit in Europa, Amerika und Asien in Zusammenarbeit mit Dirigenten wie Pierre Boulez, Václav Neumann, Mstislav Rostropowitsch, Karl Münchinger, George Malcolm, Sakari Oramo sowie Dmitri Kitajenko und mit renommierten Orchestern wie der Tschechischen Philharmonie, der Moskauer Philharmonie, dem National Symphony Orchestra Washington, der Ungarischen Philharmonie, dem English Chamber Orchestra und dem Orchestre National de France.
Als Kammermusiker gründete er 1981 das Trio de Barcelona. Er konzertierte außerdem regelmäßig mit den Pianisten Josep Colom und Benedicte Palko.
Claret hatte Lehraufträge u. a. in Barcelona und am Konservatorium von Toulouse. Heute unterrichtet er am Conservatori Superior de Música del Liceu und am New England Conservatory of Music sowie Meisterklassen in Europa, den USA, Japan und Korea. Zudem ist er Jury-Mitglied internationaler Wettbewerbe, u. a. beim Internationalen Rostropowitsch-Wettbewerb in Paris.
Claret spielt neben dem klassischen Repertoire auch Werke zeitgenössischer Komponisten wie Henri Dutilleux, Witold Lutosławski, Krzysztof Penderecki, Joan Guinjoan und Iannis Xenakis. Es wurden zahlreiche Alben veröffentlicht, u. a. Aufnahmen mit Suiten für Violoncello solo von J. S. Bach, dem Konzert für Cello und Orchester von Schumann, der Arpeggione-Sonate von Schubert, Cello-Konzerte von Haydn und Boccherini sowie Cello-Sonaten von Zoltán Kodály.